# Thalassia Periochi Dytikis Kai Notiodytikis Kritis
Thalassia Periochi Dytikis Kai Notiodytikis Kritis este o arie protejată (sit de importanță comunitară — SCI) din Grecia întinsă pe o suprafață de 163.686,22 ha, integral marine.

## Localizare
Centrul sitului Thalassia Periochi Dytikis Kai Notiodytikis Kritis este situat la coordonatele 35°11′46″N 23°34′10″E / 35.196134°N 23.569375°E.

## Înființare
Situl Thalassia Periochi Dytikis Kai Notiodytikis Kritis a fost declarat arie specială de conservare în baza directivei 92/43 din 1992 referitoare la conservarea habitatelor naturale și a faunei și florei sălbatice pentru a proteja 2 specii de animale.

## Biodiversitate
Situată în ecoregiunea marină mediteraneană, aria protejată conține 3 habitate naturale: Bancuri de nisip acoperite în permanență slab de apă marină, Straturi cu Posidonia (Posidonion oceanicae), Recifuri.
La baza desemnării sitului se află mai multe specii protejate:
- mamifere (1): delfin mare (Tursiops truncatus)
- reptile (1): Caretta caretta

Pe lângă speciile protejate, pe teritoriul sitului au mai fost identificate 1 specie de plante, 4 specii de mamifere, 8 specii de nevertebrate, 2 specii de pești.